# Rasten
Rasten (engelska: Recess) är en tecknad TV-serie producerad av Disney. TV-serien är skapad av Paul Germain och Joe Ansolabehere. Rasten handlar om sex barn som upplever den tid de har rast under skoldagen. Serien var från början uttänkt som en skämtsam pastisch på Den stora flykten, vilket reflekteras i seriens delvis militaristiska ledmotiv. 
I Sverige visas[när?] Rasten på kanalerna Disney Channel och Disney XD. En långfilm vid namn Rasten: Uppdrag rädda sommarlovet hade biopremiär 2001.

## Handling
Tv-serien utspelar sig (för det mesta) på grundskolan Tallbarrsskolan (eng: Third Street Elementary School). Orten där skolan ligger kan troligen heta Little Bavaria. Vilken av USA:s delstater skolan ligger i är okänt. Serien handlar om sex fjärdeklassare och deras skolkamrater på Tallbarrsskolan. Eleverna på Tallbarrskolan har satt upp ett så kallat mikrokosmos av det sedvanliga mänskliga samhället i helhet, med sin egen styrelse, klassystem och uppsättning av oskrivna lagar. Skolgården styrs av en monark vid namn kung Bob, som förfogar över olika tillsynsmyndigheter för att se till att hans befallningar utförs. Det lilla skolsamhället har ett långt register med stela värderingar och sociala normer som medför en hög förväntan om att samtliga elever i skolan ska vara överens om skolans regler.

## Rollfigurer

### Huvudroller
- Tobias "Tobbe"' J. Detweiler är ledaren för Rasten-gänget och huvudpersonen i serien. Han har rufsigt hår och har alltid på sig sin röda basebollkeps bak-och-fram. Tobbe gillar att driva med lärarna men han är en sann vän. I en episod avslöjades det att han var vän med Menlo. Under serien finns det tecken på att Tobbe är förtjust i sin vän Spinelli.
- Ashley Spinelli är en pojkflicka. Hon är väldigt tuff och stark. Hon blir riktigt ilsken när hon kallas för Ashley. Enligt henne är namnet en förbannelse. I ett avsnitt är det föräldra-kväll på skolan men Spinelli tycker att hennes föräldrar är för pinsamma så hon tar först dit några andra, men sen kommer hennes "riktiga" föräldrar. Trots att Spinelli har kort stubin och går med musklerna först så har hon ändå ett hjärta av guld. I ett avsnitt är Spinelli med i en skönhetstävling, där hon visar sig vara rätt vacker, och hon lyckas vinna över sina motspelare: Ashleyarna. I ett annat avsnitt visar hon sig vara en riktig konstnär. Hon är även kär i Tobbe, vilket hennes mamma t.o.m. säger i avsnittet med föräldra-kvällen.
- Vincent "Vince" LaSalle är den som är bäst på idrott i Rasten-gänget. Han älskar precis som de andra att spela sparkboll. Han påstar att han faktiskt kan kasta/slå en boll ända till Kina (fast han gör inte det varje gång).
- Gretchen P. Grundler är skolans mest intelligenta elev. Hon är känd som den smarta flickan. Hon bär stora framtänder och glasögon. I ett avsnitt får hon chansen att börja på en speciell skola för extra smarta elever men väljer att stanna kvar på skolan för sina vänners skull.
- Michael "Mikey" Blumberg är en snäll och mycket stor pojke som gillar att äta. Han älskar poesi och att dansa.
- Gustaf "Gus" Griswald är skolans nyaste elev. Innan han kom till skolan hade hans familj flyttat många gånger, möjligen för att hans far är Sergeant. Gus är väldigt kort och inte särskilt tuff och modig. I ett avsnitt i serien har han varit kung över skolgården. I ett annat avsnitt fick man veta att han var träffbollsmästare i en annan skola.

### Andra roller
- Randall C. Weems är skolgårdens skvallerbytta. Han spionerar på eleverna och berättar senare om deras otyg för sin käraste fröken Finster som är skolans stränga rastvakt. På grund av detta så blir Randall oftast utan vänner. Och han blir på det sättet inte bara skolans skvallerbytta utan också ett mobboffer. Randall besitter en bra övertalningsförmåga och kan därför sätta dit det mest oskyldiga lammet. I en episod generade han Kung Bob bara för att bli prins, vilket han blev.
- Kung Bob (Robert) är skolgårdens 'kung'. Han har en gång varit farao också. Kung Bob håller till högst upp på lekplatstornet i sällskap med sina vakter och rådgivare. Han går i sjätte klass. I en episod när han inte mådde bra blev Gus ersättar-kung till honom.
- Erwin Lawson är Rasten-gängets (främst Vinces) rival. Hans förnamn nämns inte offentligt. Han går i femte klass.
- Menlo är ett barn som tillbringar rasten inomhus och hjälper fröken Lemmon (rektorns sekreterare). I ett avsnitt avslöjades det att han en gång var Tobbes bästa vän och i ett att han var ett stökigt barn tills han blev antagen till "rektor för en dag".
- Ashleyarna (Ashley Armbruster, Ashley Bolet, Ashley Quinlan och Ashley Tomassian) är fyra flickor som är bästa vänner i alla lägen. De är väldigt snobbiga och dricker te i sin koja under några bildäck.
- Theresa "Chipsflickan" LaMaise är en liten flicka som älskar chips. En gång gav hon Tobbe ett chips i form av Abraham Lincolns huvud. Chipsflickans far är militär (precis som Gus pappa) och är i flottan. Gus Griswalds far och Chipsflickans far är rivaler medan Gus och Chipsflickan är vänner.
- Grävarna (Grävar-Sam och Grävar-Dave) är två pojkar som tillbringar rasten genom att gräva hål överallt på skolgården. Fröken Finster tycker inte direkt om deras fasoner.
- Gurukillen (Jimmy) är elevernas rådgivare. Han sitter ner på en matta och bär sin t-shirt i form av en turban på huvudet.
- Skumma killen / Guss (Francis) är en "skum" kille som har jackan full med saker som han säljer till eleverna, exempelvis kartor till lärarnas hus.
- Upp-och-ner-flickan hänger under rasten upp och ner i en klätterställning. Om hon trillar ner ilsknar hon fort till.
- Gungflickan finns under rasten vid gungorna där hon försöker slå nya gungrekord. Hon har pilotglasögon på sig.
- Fröken Grottge är Rasten-gängets lärarinna. Hon är mycket snäll och är övertygad buddhist.
- Rektor Peter Prickly är Tallbarrskolans maktgalne rektor. Han har glömt varför han egentligen blev lärare.
- Fröken Muriel P. Finster är skolans hårda och stränga rastvakt. Hon försöker alltid att hitta ett sätt att bryta ner eleverna. Hennes informatör (spion) är Randall C. Weems.
- Gelman är skolans mobbare. I en episod blev hans offer Gus och i en annan episod då alla trodde Tobbe var en hjälte gav Gelman honom kakor.